# AGN-2979
AGN-2979 é uma glutarimida inibidor de ativação de triptofano hidroxilase. Apresenta propriedades antidepressivas em modelos de roedores de depressão.